# 117-я отдельная тяжёлая механизированная бригада
117-я отдельная тяжёлая механизированная бригада (117 ОТМБр) — механизированное соединение Сухопутных войск Вооружённых сил Украины, которое формировалось с ноября 2022 года по начало 2023 года для участвия в украинском наступлении в 2023 году.
Входит в 10-й армейский корпус.

## История
Украинская армия серьезно наращивала свои силы, чтобы отразить российское вторжение в Украину, которое началось в 2022 году, и освободить оккупированные земли.
Поэтому в конце января 2023 года был создан ряд новых бригад Вооружённых сил Украины, в том числе и 117-я отдельная механизированная бригада. Создание новых бригад Вооружённых сил Украины являлось необходимым шагом для усиления обороноспособности страны и наступлению в Запорожьской и Донецкой области.
Бригада конкретно участвовала в наступлении на Работинском (Ореховском,Мелитопольском) направлении. После отступления из Работино бригада заняла позиции севернее. До сих пор сражается на этом направлении. 
117-я отдельная механизированная бригада созданна на базе ранее существовавших военных единиц Вооружённых сил Украины, которая была создана с целью проведения наступления и будущего использования бригады в обороне. В обороте бригады на начало наступления имелись как и советские запасы бронетехники, так и поставленные странами союзниками Украины, среди них танки Twadry польского производства и бронетранспортёры M113 поставленные США. 
В октябре 2024 стала тяжёлой механизированной.

## Структура
- Управление (штаб)
- 15-й отдельный стрелковый батальон[3][4]